# Марі Фредрікссон
Марі́ Фре́дрікссо́нⓘ (повне ім'я: Гун-Марі Фредрікссон) (швед. Gun-Marie Fredriksson, 30 травня 1958, Есше, Швеція — 9 грудня 2019) — шведська співачка, композиторка, авторка пісень, піаністка, знаніша як солістка поп-рок дуету «Roxette» (разом із Пером Гессле). Брала участь у записі сольних альбомів Пера Гессле та шведського гурту «Gyllene Tider». Сольна кар'єра. Проживала в Юрсгольмі, передмісті Стокгольма. З чоловіком Мікаелем Бойошем (Mikael Bolyos) мала дочку Юсефін і сина Оскара.
У 2002 року в Марі був діагностований рак мозку. 2016 року припинила концертну діяльність. Померла вранці 9 грудня 2019 року після тривалої хвороби.

## Біографія

### Юність та початок кар'єри
Марі народилася в Есше (Össjö) і була наймолодшою з 5 дітей у сім'ї. Згодом її сім'я переїхала в невелике містечко Естра Юнгбю (Östra Ljungby). Ґун-Марі зростала в незаможній сім'ї, а тому батьки були змушені постійно працювати, часто залишаючи молодшу доньку саму. В цей час вона відкрила в собі пристрасть до виступів, полюбляла стояти біля дзеркала і уявляти себе зіркою. Разом зі своїми сестрами і сусідськими дітьми Марі почала займатися музикою і вокалом. Її мати часто просила Марі виконати щось перед гостями в них дома, які захоплювалися її голосом і співочою манерою, що так нагадувала стиль Олівії Ньютон-Джон.
Будучи вже підлітком, Марі відкрила для себе таких артистів, як Джоні Мітчелл, The Beatles та Deep Purple — тоді її цікавість до музики зросла ще більше. В 17 років вона поступила у музичний коледж, де виступала у місцевому театрі. Але акторське мистецтво скоро їй набридло. Марі твердо вирішила, що стане співачкою — «Я хочу бути співачкою. Я — співачка!». Участь у театральних постановках допомогла їй, і згодом вона переїхала в Гальмстад, де почала виступати у місцевих клубах. Разом зі своїм другом Стефаном вона організувала гурт Strul, який грав у хальмстадських клубах і навіть записала сингл. Після цього гурт розпався, а Марі та її новий друг Мартін Штернгюсвуд (Martin Sternhuvsvud) стали виступати як MaMas Barn. Разом вони записали повноцінний альбом «Barn Som Barn». Після виходу платівки Пер Гессле, вокаліст популярного шведського гурту Gyllene Tider, запропонував Марі використовувати для роботи свою акустичну студію. Таким чином у них зав'язалася дружба. Пер вірив, що Марі надто талановита, щоби ховатися за синтезатором маленьких гуртів, які виступають у пабах, і запросив її на зустріч із впливовим та відомим шведським продюсером Лассе Ліндбомом (Lasse Lindbom). Він був вражений голосом співачки і запропонував їй контракт. Сім'я Марі не підтримала її, за винятком сестер Улли-Брітт і Тіни. Мати Марі вважала, що донька повинна отримати освіту і влаштуватися на серйозну роботу, а музика неодмінно призведе до наркотиків і провалу. За підтримки сестер і Пера Марі вирішила підписати запропонований контракт та почати працювати бек-вокалісткою.
Лассе Ліндбом запропонував Марі заспівати з ним у дуеті і записати пісню «Så nära nu», після чого дівчина могла стати учасницею його проєкту, «The Lasse Lindbom Band». Пер Гессле переконував співачку розпочати сольну кар'єру. Вона довго вагалась, але зрештою записала свій перший сольник «Het vind», який Ліндбом спродюсував.
«Ännu doftar kärlek» стала першим синглом і досягла великого успіху на радіо. Сам альбом отримав дуже різні оцінки. Одна газета написала: «Це найкраще, що ти можешь зробити, Марі?». Співачка була пригнічена, заявивши, що стаття в цій газеті була для неї, як «ніж у серце». Вона вирушила в тур з гуртом Лассе Ліндбома, бо не відчувала достатньо впевненості, щоби дати сольний концерт. Лассе, Марі, Пер Гессле та Матс МП Перссон організували новий гурт і назвали його «Spännande Ostar» (Сири, що хвилюються), який грав у різноманітних клубах протягом декількох місяців. В цей же рік Марі та Лассе вирушили на Канарські острови, щоби написати пісні для другого сольника Марі. Згодом вони повернулись у Швецію для виконання і запису створених композицій.
Альбом випустили у 1986 році під назвою «Den Sjunde Vågen» (Дев'ятий вал). Синглами стали «Den bästa dagen» та «Silver i din hand». Альбом отримав дуже хороші відгуки критиків, і тоді Марі вирішила вирушити на гастролі самостійно — як сольна виконавиця.
Протягом багатьох років Пер та Марі говорили про те, щоби почати працювати разом. Марі виконувала бек-вокальні партії у багатьох піснях гурту Пера Gyllene Tider, вони працювали разом в Spännande Ostar та в інших проєктах, включаючи спробу Gyllene Tider випустити англомовний альбом в США. Кар'єра Фредрікссон йшла у гору в Швеції, тоді як у Пера, колишнього вокаліста хлопчачого гурту, сольна кар'єра якраз йшла до спаду. Друзі та колеги застерігали її від співпраці із Гессле. Його ж ідея була в тому, щоби заснувати дует, співати англійською і спробувати досягти успіху в Європі. В той час серед шведських музикантів було не прийнято співати англійською, і ця затія могла обернутися провалом для успішно розпочатої кар'єри, але вона пішла на ризик, який пізніше виправдився сповна.
У 1986 році вона об'єдналася з Пером в дуеті під назвою Roxette — це ім'я Gyllene Tider використовували при випуску альбому «The Heartland Cafe» в США. Їхній перший сингл «Neverending Love» став популярним у Швеції, а дебютний альбом Roxette «Pearls of Passion» вдихнув життя у згасаючу кар'єру Гессле і ще більше утвердив Марі у ролі серйозної виконавиці.
Новий проєкт був досить успішний у Швеції. Тим не менше, Марі не хотіла втратити і прихильників своєї сольної творчості. Тому відразу ж після гастрольного туру «Rock Runt Riket» з Roxette вона вирішила записати новий сольний альбом. І цього разу в роботі їй допомагав Лассе Ліндбом, продюсер та автор багатьох пісень. Робота проходила в дві сесії, в травні і вересні 1987 року. «Efter Stormen», третій сольник, став ще популярнішим, ніж попередні два. За виходом платівки відбувся промо-тур Швецією, але композиції виконувались в акустичномішу варіанті, ніж раніше, створюючи тим самим нову атмосферу на виступі.
У лютому 1989 року Марі записала пісню «Sparvöga» для одного шведського телесеріалу. Ця композиція, головна тема шоу, стала однією із її найулюбленіших і однією з її найвпізнаваніших пісень. З цього часу Марі стала однією з найпопулярніших співачок у Швеції.

### Всесвітній успіх із Roxette

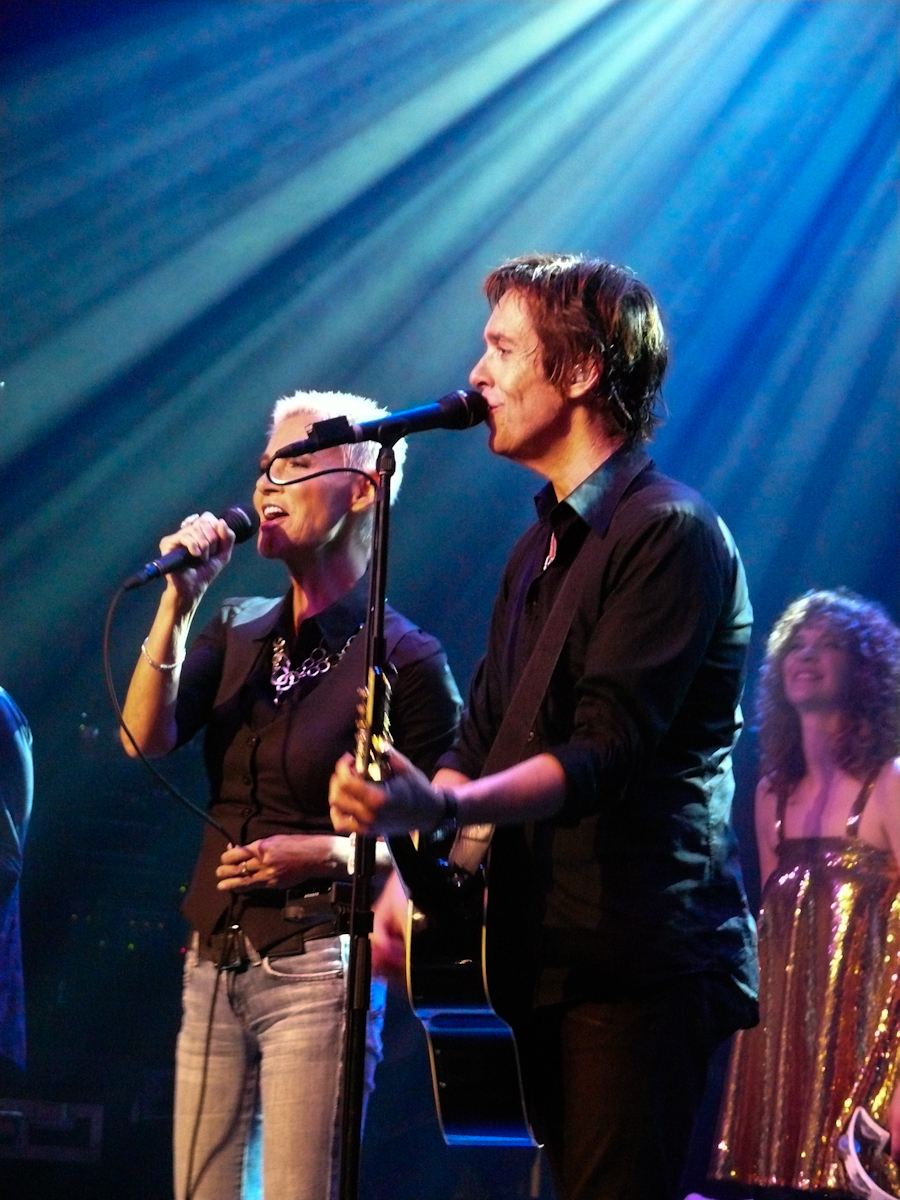
Марі Фредрікссон та Пер Гессле — Roxette

У 1989 році Roxette повернулись у студію і записали другий альбом «Look Sharp!», з яким дует знову ввійшов в місцеві чарти. Але, в цьому ж році у гурту несподівано з'явився хіт № 1 в США — «The Look». Практично за одну ніч Фредрікссон та Гессле стали всесвітньо відомими, гастролювати планетою, продавати альбоми мільйонами екземплярів і отримувати різноманітні нагороди. Альбом «Look Sharp!» став дуже популярним, два сингла з нього досягли першої сходинки американських чартів.
У 1990 році кінокомпанія «Touchstone pictures» запропонувала Перу написати пісню для майбутнього фільму «Красуня». Музиканти в цей час були дуже зайняті працею над наступним альбомом, і Пер лише переробив слова однієї своєї різдвяної пісні і назвав її «It Must Have Been Love». Пісня пролунала у фільмі, стала № 1 в США і досі є однією з найвідоміших пісень Roxette.
У 1991 році вийшов альбом «Joyride», у гурту з'явився ще один хіт № 1. За виходом альбому слідував довготривалий гастрольний тур «Join the Joyride», під час якого вони відвідали більше 100 міст в період з 1991 по 1992 рік.
У роки активної роботи з Пером Гессле в складі Roxette Марі знаходила час як для приватного життя, так і для роботи над сольними альбомами. 1992 року вона записала диск «Den ständiga resan». Ця робота стала її музичним автопортретом і була написана як щоденник, що містить дуже особисті пісні про її життя, почуття і відносини. Незвичайно особистий альбом вплинув і на складний період в її житті. «Альбом відображає період чотири- або п'ятирічної давності в моєму житті»,— сказала Марі в інтерв'ю про диск. «В моєму житті була криза із пекельними побічними ефектами, але я рада, что все вже позаду». Пісня «Ett enda liv» була написана про хорошу подругу Марі, яка покінчила з собою. Мати співачки не схвалила твір доньки, не розуміючи, чому вона вирішила поділитися із широкою публікою такими відвертими і досить особистими почуттями.
Під час світового туру «Join the Joyride Tour» у Австралії Марі подружилась із другом музикантів гурту, Мікаелем Боіошом. Через три дні після знайомства у них відбулись заручини, а вже через рік Фредрікссон була вагітна. Будучи вагітною, вона дала декілька концертів у Швеції в підтримку альбому «Den ständiga Resan», а також виступила з Roxette на MTV Unplugged. 29 квітня 1993 року в неї народилася донька Інес Юсефін.
У 1996 році Марі записала альбом найкращих балад іспанською мовою з Roxette і свій новий сольник «I en tid som vår» (В часи як наші). Цього ж року народилася її друга дитина — син Оскар Мікаель.
В 1998—1999 роках Roxette в Іспанії записували альбом «Have a Nice Day». 2000 року Фредрікссон випустила збірник своїх найкращих хітів під назваою «Äntligen — Marie Fredrikssons bästa 1984—2000». За виходом диску слідував досить успішний літній тур Швецією. Концерт в Стокгольмі був знятий на відео і вийшов в цьому ж році на DVD разом із аудіо-CD в картонній упаковці «Äntligen — Sommarturné». Альбом був виданий тиражем понад 350 000 екземплярів. З диску вийшли два сингли — «Äntligen» та «Det som var nu».
В 1998 році померла мати Марі, Інес, однак про цю подію написали тільки шведські газети і багато прихильників співачки не знали про це протягом декількох років. Згодом Марі випадково проговорилася про цей факт у інтерв'ю і розповіла, що мати хворіла хворобою Паркінсона протягом декількох років і співачка зідзвонювалась із нею практично кожного дня.
У 2002 році виходить подарункове видання (box set) «Kärlekens Guld» (Золото кохання). П'ять альбомів із покращеною якістю звуку були доповнені піснями, що раніше не видавалися, також і новими буклетами та новим оформленням.

### Хвороба і реабілітація
11 вересня 2002 року Марі повернулася додому з ранкової пробіжки і, будучи у ванній, відчула запаморочення. Знепритомнівши, вдарилась головою об раковину. Через декілька годин її привезли до Стокгольмського Karolinska Hospital, де у співачки було виявлено пухлину мозку.. Проведена через декілька тижнів операція з її видалення пройшла успішно. Протягом декількох років Марі знаходилась на реабілітації. Під час лікування (лікарі ставили 1:2 на те, що пухлина може виявитися смертельною) вона отримала певні пошкодження мозку і пов'язані з цим обмеження, такі, як втрата можливості читати і рахувати, повна втрата зору на праве око і часткова втрата рухової активності правої сторони тіла.
Через хворобу співачка не змогла взяти участь у запису запланованого альбому Roxette «The Pop Hits». Її колега Пер Гессле сам виконав усі пісні (із написаних спеціально для цього збірника), проте Марі все ж знайшла сили для виконання бек-вокальної партії в єдиному синглі «Opportunity Nox». Були також відмінені всі заплановані концерти із серії The Night of the Proms, які мали відбутися в Бельгії та Нідерландах на початку 2003 року.
У кінці січня 2003 року Король Швеції Карл XVI Густав нагородив Марі (і Пера Гессле) Королівською Медаллю на Синій Стрічці. На цій церемонії Марі вперше з'явилася на публіці після операції.
Через півроку після операції, ще будучи в процесі реабілітації, вона взяла участь у запису сольного альбому Пера Гессле «Mazarin» (2003). Марі записала бек-вокальну партію для пісні «På promenad genom stan» (Гуляючи містом) у студії Vinden, у власному будинку в Юрсхольмі. Звідти матеріал переслали Перу в Хальмстад, де і була зведена готова композиція.
Приблизно в цей же час почалась робота над сольним альбомом Марі, пісні в якому вона вперше вирішила виконати і записати англійською мовою. Диск отримав назву «The Change» (Зміна). Сингл «2:nd Chance» дебютував у шведських хіт-парадах на першій сходинці, а через рік після виходу, 26 листопада 2004 року, за даними IFPI, альбом став «золотим» (20 000 проданих копій у Швеції). У зв'язку із виходом пластинки, Марі та її чоловік Міке Боіош оголосили про створення нової звукозаписувальної студії MaryJane Music, на якій, як повідомляє офіційний сайт, будуть записуватися всі сольні альбоми співачки. Сайт також говорить про те, що творчість музикантів «еволюціонує», так що не виключено і релізи деяких музичних проєктів друзів Марі та Міке.
21 жовтня 2005 року було офіційно оголошено, що Марі вилікувалась і більше не потребує лікування.

### Повернення
У лютому 2006 році Марі повертається з новим альбомом «Min bäste vän» (Мій найкращий друг), на якому вона записала кавер-версії найулюбленіших пісень свого дитинства. Світ побачив всього два сингла: «Sommaräng» (автор Йон Хольм) і «Ingen kommer undan politiken» (тільки промо-сингл).
Коли Марі проходила курс хіміотерапії, вона наново відкрила для себе свою пристрасть до малювання. Оскільки вона не могла більше ні читати, ні писати, малювання стало тим єдиним, чим вона могла займатися, і що вона дійсно робила з усією пристрастю. Усе її попередні графічні твори ніколи не виносилися з дому, але з 21 по 30 жовтня виставка «After The Change» («Після зміни») все ж відкрила двері для відвідувачів — в галереї Doktor Glas в Kungsträdgården були виставлені 24 малюнки деревним вугіллям. Згодом вийшла однойменна книга з усіма 24-ма репродукціями.
28 листопада 2007 року виходить альбом-компіляція найкращих балад Марі «Tid för tystnad» («Час мовчання»). В альбомі дві нові пісні: «Ett bord i solen» (перекладена шведською пісня «A Table in the Sun») і «Ordet är farväl».
8 лютого 2008 року в Стокгольмській галереї «So Stockholm» відкрилась друга виставка робіт Марі під назвою «Ett bord i solen». На виставці також продавалась книга, видана ексклюзивно в 300 екземплярах. В книзі можна знайти 6 портретів Марі, опис усіх її праць, а також репродукції 37 картин з вернісажу. Співачка говорить, що з усіх «видів мистецтва» в наш час[коли?] надає перевагу живопису, як вугіллям, так і пастеллю. В інтерв'ю, присвяченому відкриттю вернісажу, співачка призналась, що в результаті проведеної операції на мозок в 2002 році, вона повністю втратила зір правим оком і воно вже ніколи не відновиться.
В середині 2008 року Марі записала пісню «Där du andas» («Де ти дихаєш») (автори пісні Ніклас Стрьомстедт та Андерс Гленмарк) для шведського фільму «Арн — Королівство в кінці шляху» (Arn — Riket vid vägens slut). 28 серпня вперше у кар'єрі співачки цей сингл дебютував у офіційному музичному хіт-параді Швеції на 1 місці. Через тиждень сингл опустився на 3 місце, поступившись першим місцем Кеті Перрі із синглом «I kissed a girl», і друге — Уле Свенссону із синглом «Feelgood».
Із 20 вересня по 5 жовтня 2008 року у Гетеборзі пройшла чергова виставка картин Марі. Зала «Lilla Galleriet» булу відкрита від вівторка до неділі, з 12 до 16 години.
У травні 2009 року Марі взяла участь у двох концертах Пера Гессле Party Crasher tour 2009, оголосивши про повернення на сцену і продовженні співпраці із Пером в складі дуету Roxette, який офіційно ніколи не розпадався.

### Смерть
Марі Фредрікссон пішла з життя 9 грудня 2019 року.

## Відгуки критиків та інших музикантів про Марі
Багато відомих музикантів у своїх інтерв'ю неодноразово давали оцінки творчості Марі, тим більше, що вона досі залишається однією з найвідоміших та успішних шведських співачок.
- Фріда із гурту ABBA, яка неодноразово співпрацювала із Марі, відзначає її відмінний музичний смак. Обидві співачки — прихильниці творчості Джоні Мітчелл та Елли Фітцжеральд — записали декілька пісень дуетом у стилі згадуваних музикантів[14][41].
- Шведський блюзовий співак Тотта Неслунд (Totta Näslund[en]), що помер у 2005 році, записав у 2001 році альбом «Duetterna». Дві пісні, виконані дуетом разом із Марі, «Ett minne bättre glömt» та «Sommarens sista servitris», ввійшли до платівки, про яку Тотта в інтерв'ю зізнавався, що це був «найнезвичніший та цікавий досвід запису пісень», оскільки він вважав Марі «зіркою світового рівня»[14][42].
- Пер Гессле, колега Марі за гуртом Roxette в багатьох інтерв'ю зізнавався, що Марі — «найкращий друг, про якого можна тільки мріяти», попри те, що «у неї не найсолодший характер»[43][44].

## Пам'ять

#### «En kväll för Marie Fredriksson»
20 січня 2020 року в Великому театрі Гетеборга відбувся концерт «En kväll för Marie Fredriksson», присвячений пам'яті співачки та її внеску у шведську музичну культуру.
На ньому пролунало 14 пісень: 7 — із сольного каталогу Марі та 7 — із репертуару Roxette .
У заході взяли участь зокрема Ева Дальґрен, September,  Майя Іварссон, хор Solid Gospel та інші виконавці. Партнер Марі Фредрікссон по Roxette Пер Гокан Ґессле виконав хіти «It Must Have Been Love» (в дуеті з Агнес Карлссон) і «The Look» (разом із Геленою Йосефссон та Деа Норберг).

#### Тимчасовий меморіал біля будівлі колишньої студії EMI
В Стокгольмі, біля будівлі студії «Baggpipe», в якій раніше розташовувалася студія EMI, де Фредрікссон записала численні хіти, був влаштований меморіал. Він проіснував рівно місяць, у книзі пам'яті залишили свої записи тисячі шанувальників Марі з усього світу .

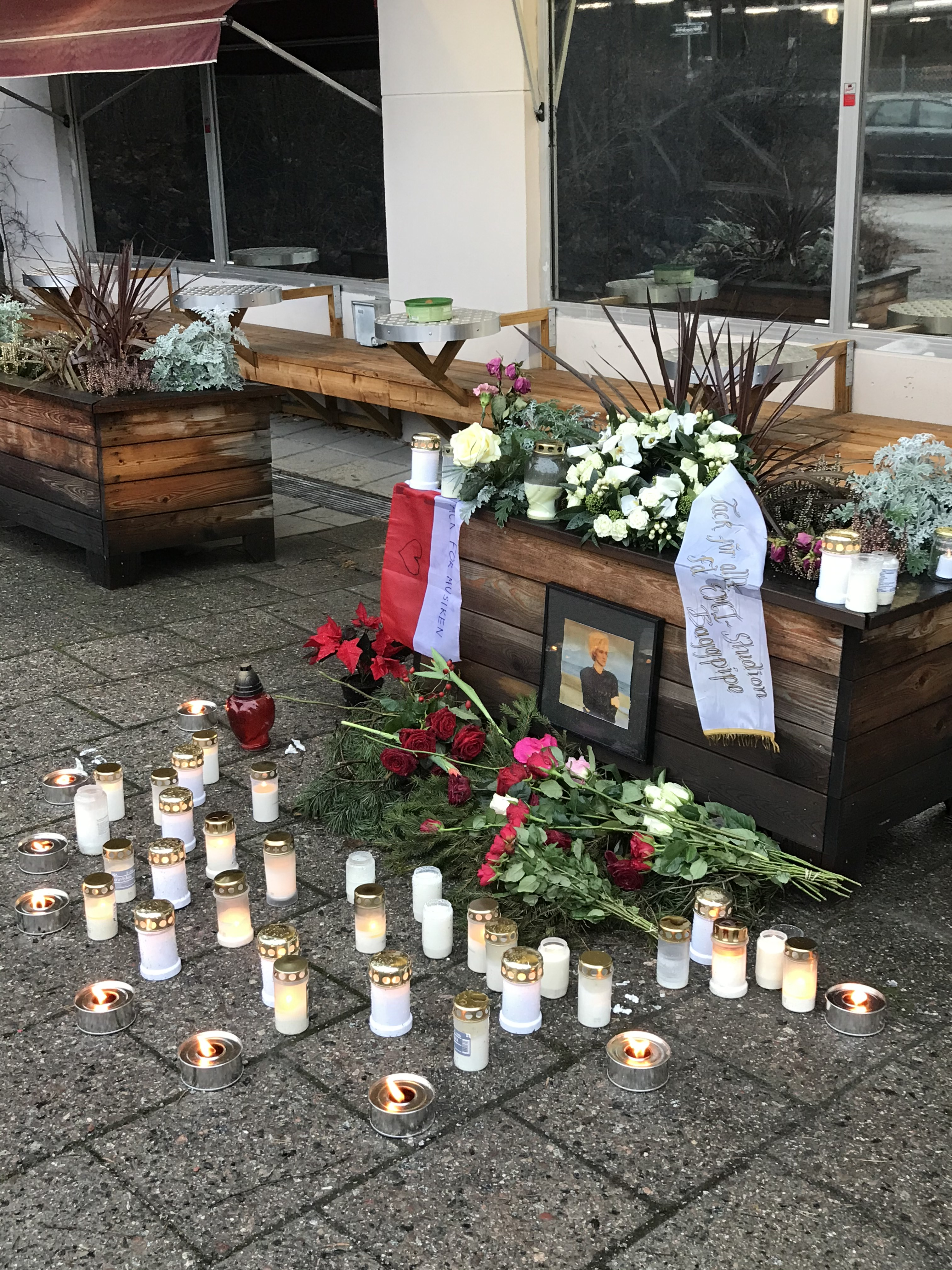
Меморіал Марі Фредрікссон біля колишньої студії EMI в Стокгольмі. 14 грудня 2019 року

## Цікаві факти
- Марі — єдина власниця 5 нагород «Найкраща рок-співачка Швеції»[47].
- Марі отримала приз за 1300 інтерв'ю, що були дані за 8 місяців[48].
- У шведському місті Гальмстад розташований готель «Тюлесанд» (Tylösand), співвласником якого є колега Марі по дуету Roxette Пер Гессле. 17 вересня 2008 року у ньому відкрились два конференц-зали, один з яких носить ім'я Пера, а інший — ім'я Марі. Стіни залів прикрашені фотографіями учасників Roxette, зробленими шведським режисером і кліпмейкером Юнасом Окерлундом та нідерландським фотографом Антоном Корбейном[49].

## Дискографія
- «Het vind» (1984)
- «Den sjunde vågen» (1985)
- «Efter stormen» (1987)
- «Den ständiga resan» (1992)
- «I en tid som vår» (1996)
- «Äntligen — Marie Fredrikssons bästa 1984—2000» (2000)
- «The Change» (2004)
- «Min bäste vän» (2006)
- «Tid för tystnad» (28 листопада 2007)

### Сингли
- «Ännu doftar kärlek» (1984)
- «Het vind» (1984)
- «Den bästa dagen» (1985)
- «Silver i din hand» (1986)
- «Efter stormen» (1987)
- «Sparvöga» (1989)
- «Så länge det lyser mittemot» (1992)
- «Mellan sommar och höst» (1993)
- «Tro» (1996)
- «I en tid som vår» (1996)
- «Ber bara en gång» (1997)
- «Äntligen» (2000)
- «Det som var nu» (2000)
- «2:nd chance» (2004)
- «All about you» (2005)
- «A table in the sun» (2005)
- «Sommaräng» (2006)
- «Ingen kommer undan politiken» (2006)
- «Ordet är farväl» (2007)
- «Ett bord i solen» (2008)
- «Där du andas» (20 серпня 2008) (радіо-версія)

## Музика Марі у кіно
- «Sånt är livet» (1996, реж. Колін Нютле): «Ännu Doftar Kärlek», «Tro»[50][51]
- «Arn — Riket vid vägens slut» (2008): «Där du andas»[34]

## Співпраця
Марі є також автором деяких пісень, які записали та виконали на своїх сольних альбомах інші виконавці. Одні з найбільш відомих:
- Anna Book (Annamma) — «Det Finns Mycket Som Man Inte Kanner Till» (разом із L. Lindbom)
- Efva Attling — «Utan Dej» (разом із Efva Attling)
- Jenny Öhlund — «Nar Natten Blir Dag» (разом із L. Larsson)
- Marie Fredriksson (Back Vocal) & Triad — «Ut Ur Skuggan — In I Solen» (разом із L. Lindbom)
- Невідомий виконавець — «Schmetterling» («Sparvöga»)

Кавери
Пісні Марі неодноразово виконували інші шведські артисти. Серед них:
- Stefan Borsch — «Ännu doftar kärlek» (альбом «Stefan Borsch», 2007)
- Ingmar Nordström — «Ännu doftar kärlek» (альбом «Saxpartyfavoriter», 2007)
- Curt Haagers — «Ännu doftar kärlek» (альбом «20 Goa bitar», 2007)[52]
- Erik Linder — «Tro», «Ännu doftar kärlek» (альбом «Inifrån», 2009)[53]

## Номінації та нагороди
Номінації на шведський Греммі:
- Поп-рок співачка року 1987 («Efter stormen»)
- Найкраща співачка року 1988 (за альбом «Look Sharp!» в складі Roxette)
- Найкраща співачка року 1991 (за альбом «Joyride» в складі Roxette)
- Поп-рок співачка року 1992 («Den ständiga resan»)
- Автор пісні року 1992 («Den ständiga resan»)
- Поп-рок співачка року 1996 («I en tid som vår»)

Нагороди шведського Греммі:
- Поп-рок співачка року 1988 («Den flygande holländaren»)
- Найкращий поп-гурт року 1991 (за альбом «Joyride» разом із Roxette)
- Виконавець року 1992 («Den ständiga resan»)[54]